# Joaquín Santa Cruz Vargas
Joaquín Santa Cruz y Vargas (Melipilla, 1845-San Fernando, 27 de diciembre de 1930) fue un abogado, historiador y político chileno.

## Primeros años de vida
Hijo de Don Joaquín de Santa Cruz y Carrillo de Albornoz, miembro del Linaje Santa Cruz, perteneciente a la Casa Troncal de los Doce Linajes de Soria, hacendado y terrateniente en Melipilla, y María Mercedes de Vargas y Vargas, asimismo, de la familia Vargas fundadora de Melipilla. Fue hermano del teniente coronel Ricardo Santa Cruz y Vargas y de Vicente Santa Cruz y Vargas, ministro de Relaciones Exteriores de Chile.
Estudió en el Instituto Nacional y en la Universidad de Chile, donde juró como abogado el 16 de abril de 1866.

## Matrimonio e hijos
Contrajo matrimonio en Copiapó con Doña Carmela Ossa y Ossa,heredera de una de las más grandes fortunas chilenas, hija de Don Gregorio de Ossa y Varas -hijo a su vez de Don José Ramón de Ossa y Mercado- y de Doña Melchora de Ossa y Moreno. Tuvo hijos Santa Cruz Ossa, y nietos Santa Cruz Serrano, Santa Cruz Barceló y Correa (de Saa) Santa Cruz.

## Vida pública
Fue Juez de Letras de San Fernando desde 1871; paralelo a ello, ejerció de Rector del Liceo de San Fernando (1871). Notario y Conservador de Bienes Raíces de San Fernando.
Ejerció de Juez y Visitador de Aduanas en 1879. Interventor General de Aduanas durante la ocupación chilena en Lima, Perú en 1881.
Fue Intendente de Aconcagua (1891-1892); Intendente de Concepción (1893-1894); e Intendente de Coquimbo (1909-1912).
- Diputado suplente por Chillán (1882), pero nunca ocupó la titularidad.

Elegido Senador propietario por Biobío (1894-1900). Integró la comisión permanente de Policía Interior, y la comisión de Presupuestos.